# Greatest & Latest (Warrant)
Greatest & Latest è una raccolta del gruppo musicale statunitense Warrant, pubblicata il 5 ottobre 1999 dalla Deadline Records.
Il disco è composto di nuove tracce, mixaggi e vecchi brani ri-registrati. Nel 2004 è stato ristampato col titolo Cherry Pie (All the Hitz 'N' More).

## Tracce
1. Cherry Pie '99 – 3:07
2. The Jones – 3:31
3. Down Boys '99 – 3:40
4. Southern Comfort – 3:31
5. Hollywood (So Far, So Good) '99 – 3:45
6. Uncle Tom's Cabin '99 – 3:35
7. Sometimes She Cries '99 – 4:40
8. 32 Pennies '99 – 3:35
9. Heaven '99 – 4:32
10. Thin Disguise '99 – 3:25
11. I Saw Red '99 – 4:34
12. Bad Tattoo – 3:18
13. Down Boys (Julian Beeston Remix) – 4:59 – traccia bonus
14. Cherry Pie (Sigue Sigue Sputnik Remix) – 4:15 – traccia bonus
15. 32 Pennies (Meeks Remix) – 3:45 – traccia bonus
16. Down Boys (Razed in Black Remix) – 4:18 – traccia bonus

## Formazione
- Jani Lane – voce
- Rick Steier – chitarra
- Erik Turner – chitarra
- Jerry Dixon – basso
- Bobby Borg – batteria
- Danny Wagner – tastiere